# Joanna Gryga
Joanna Gryga (ur. 27 lipca 1983 w Żorach) – polska aktorka filmowa i telewizyjna.

## Życiorys
W 2007 roku ukończyła studia na Akademii Teatralnej w Warszawie. Od roku 2011 jest aktorką w Teatrze Narodowym w Warszawie.

## Filmografia
- 2005: Klan – pracownica firmy kosmetycznej „Face Cream”
- 2006: Mrok – Gosia (odc. 1)
- 2006: Niania – „Mumia” (odc. 31)
- 2007: Mamuśki – uczestniczka „Samotnej wyspy” (odc. 2)
- 2008: Ego – pielęgniarka
- 2008-2010: Samo życie - Justyna Morek
- 2008, 2011,2018: Ojciec Mateusz – pielęgniarka (odc. 2); Anita Nalberczak, pracownica banku (odc. 87); Sylwia Kłobucka, żona Ryszarda (odc. 246)
- 2008: Teraz albo nigdy! – recepcjonistka (odc. 6)
- 2010: Gdyby ryby miały głos – Kasia
- 2010: Joanna – matka Róży
- 2011–2012: Przepis na życie – nauczycielka Mani
- 2013: Przyjaciółki – sędzia (odc. 20)
- 2013–2015: Barwy szczęścia – Laura Brodzka
- 2014: Prawo Agaty – Monika Małecka, narzeczona Bandurskiego (odc. 79)
- 2015: Nie rób scen – dziewczyna w restauracji (odc. 8)
- 2016: Powiedz tak! – Alicja (odc. 10)
- 2016: Na dobre i na złe – Dorota (odc. 652)
- 2019: Ukryta gra – kobieta z pary
- 2020: W głębi lasu – pracownica domu opieki
- 2020: Listy do M. 4 – Zosia, żona Zygmunta
- 2021: Tajemnica zawodowa – matka na pikniku (odc. 1)
- 2022: Niebezpieczni dżentelmeni – pielęgniarka
- 2022: Na dobre i na złe – Karolina Wiktorow (odc. 850)
- 2022: Matka – wychowawczyni Ani Marczak (odc. 2)
- 2023: Raport Pileckiego – doktor Pawłowska
- 2024: Komisarz Alex – prokurator Agnieszka Frątczak (odc. 275)